# فرودگاه تمپل بار
فرودگاه تمپل بار  (به انگلیسی: Temple Bar Airport) یک فرودگاه همگانی بهره‌برداری هوایی است که یک باند فرود آسفالت دارد و طول باند آن ۱۰۶۷ متر است. این فرودگاه در کشور ایالات متحده آمریکا قرار دارد و در ارتفاع ۴۷۲ متری از سطح دریا واقع شده است.